# Списак битака Стогодишњег рата
Ово је списак свих битака Стогодишњег рата:

## Фаза енглеског успеха под Едвардом III (1337—1360)

### Кампања поморских битака и битака 1340. године
| Слика                 | Име битке                  | Датум                           | Заповедник француске војске           | Заповедник енглеске војске                                              | Јачина француске војске  | Јачина енглеске војске                | Француски губици                | Енглески губици                                             | Резултат                     |
| --------------------- | -------------------------- | ------------------------------- | ------------------------------------- | ----------------------------------------------------------------------- | ------------------------ | ------------------------------------- | ------------------------------- | ----------------------------------------------------------- | ---------------------------- |
|                       | Пљачка Сарка               | 1337.                           | непознат                              | непознат                                                                | велика                   | мала                                  | мали                            | велики                                                      | Француска победа             |
| Битка код Кадсане     | Битка код Кадсане          | Новембар 1337.                  | Ги Фландријски                        | Валтер Мени                                                             | 5 000 војника            | 3 500 војника                         | 3 000 војника                   | мали                                                        | Енглеска победа              |
|                       | Опсада Тартаса             | 1338.                           | Гастон II де Фоа                      | непознат                                                                | велика                   | мала                                  | непознати                       | непознати                                                   | Француска победа             |
| Битка код Арнемејдена | Битка код Арнемејдена      | 23. септембар 1338.             | Хуг Киере, Никола Беише               | Џон Кингстон                                                            | 48 галија                | 5 пловила са артиљеријом              | 900 војника мртвих и рањених    | сва пловила уништена, погинуло је 1000 војника              | Убедљива француска победа    |
|                       | Пљачка Портсмута           | 14. март 1338.                  | Никола Беише                          | нико                                                                    | велика                   | мала                                  | мали                            | велики                                                      | Француска победа             |
|                       | Пљачка Џерзија             | рано пролеће 1338.              | Никола Беише                          | Реџиналд де Картерет V                                                  | велика                   | мала                                  | мали                            | велики                                                      | Француска победа             |
|                       | Опседа Монт Оргејла        | рано пролеће 1338.              | Никола Беише                          | Реџиналд де Картерет V, Дрого Барантен †                                | велика                   | мала                                  | мали                            | мали                                                        | Енглеска победа              |
|                       | Пљачка Бристолског залива  | 1338.                           | непознат                              | нема                                                                    | велика                   | непозната                             | мали                            | огромни                                                     | Француско-гусарска победа    |
|                       | Битка код Талмонта         | 23. август 1338.                | Никола Беише                          | непознат                                                                | велика                   | мала                                  | мали                            | велики                                                      | Француска победа             |
|                       | Пад Сарка                  | септембар 1338.                 | Робер Бертран                         | непознат                                                                | велика                   | мала                                  | мали                            | мали                                                        | Француска победа             |
|                       | Битка код Гернзија         | септембар 1338.                 | Робер Бертран                         | Реџиналд де Картерет V                                                  | велика                   | мала                                  | мали                            | велики                                                      | Француска победа             |
|                       | Опсада замка Корнета       | септембар 1338.                 | Робер Бертран                         | непознат                                                                | велика                   | мала                                  | мали                            | велики                                                      | Француска победа             |
|                       | Опсада замка Вејла         | септембар 1338.                 | Робер Бертран                         | непознат                                                                | велика                   | мала                                  | мали                            | велики                                                      | Француска победа             |
|                       | Битка код Каналских острва | септембар 1338.                 | Робер Бертран                         | непознат                                                                | велика                   | непозната                             | потопљена 2 брода               | велики                                                      | Француска победа             |
|                       | Битка код Кадсане (1338)   | почетак октобра 1338.           | Хуг Киере, Никола Беише               | непознат                                                                | преко 40 великих бродова | 5 великих бродова                     | мали                            | сви бродови су или потопљени или придодати француској флоти | Француско-фландријска победа |
|                       | Пљачка Сутемптона          | 5. октобар 1338.                | Хуг Киере, Никола Беише               | непознат                                                                | преко 40 великих бродова | непозната                             | мали                            | огромни                                                     | Француско-фландријска победа |
|                       | Битка код Сутемптона       | 5. октобар 1338.                | Хуг Киере, Никола Беише               | непознат                                                                | преко 40 великих бродова | велика                                | тешки                           | мали                                                        | Енглеска победа              |
|                       | Пљачка Довера              | зима 1338./1339.                | Хуг Киере                             | нема                                                                    | преко 40 великих бродова | мала                                  | мали                            | тешки                                                       | Француска победа             |
|                       | Пљачка Сендвича            | зима 1338./1339.                | Хуг Киере                             | нема                                                                    | преко 40 великих бродова | мала                                  | мали                            | тешки                                                       | Француска победа             |
|                       | Пљачка Винчелзија          | зима 1338./1339.                | Хуг Киере                             | нема                                                                    | преко 40 великих бродова | мала                                  | мали                            | тешки                                                       | Француска победа             |
|                       | Опсада Џерзија             | рано пролеће 1339.              | непознат                              | непознат                                                                | непозната                | велика                                | мали                            | велики                                                      | Француска победа             |
|                       | Пљачка Хејстингса (1339)   | прва половина 1339.             | непознат                              | непознат                                                                | велика                   | непозната                             | мали                            | велики                                                      | Француска победа             |
|                       | Опсада тврђаве Пене        | прва половина 1339.             | Филип VI Валоа                        | непознат                                                                | велика                   | мала                                  | непознати                       | непознати                                                   | Француска победа             |
|                       | Опсада Кастелагајара       | прва половина 1339.             | Филип VI Валоа                        | непознат                                                                | велика                   | мала                                  | непознати                       | непознати                                                   | Француска победа             |
|                       | Опсада Пијгијема           | прва половина 1339.             | Филип VI Валоа                        | непознат                                                                | велика                   | мала                                  | непознати                       | непознати                                                   | Француска победа             |
|                       | Опсада Блеа                | прва половина 1339.             | Филип VI Валоа                        | непознат                                                                | велика                   | мала                                  | непознати                       | непознати                                                   | Француска победа             |
|                       | Опсада Бурга               | прва половина 1339.             | Филип VI Валоа                        | непознат                                                                | велика                   | мала                                  | непознати                       | непознати                                                   | Француска победа             |
|                       | Опсада Бордоа (1339)       | почетак јула-19. јул 1339.      | Филип VI Валоа                        | непознат                                                                | велика                   | мала посада и 12.000 становника града | непознати                       | непознати                                                   | Енглеска победа              |
|                       | Битка код Раја             | јул 1339.                       | непознат                              | Роберт Морлеј                                                           | 45 бродова               | велика                                | већина бродова уништено         | мали                                                        | Одлучна енглеска победа      |
|                       | Опсада Камбреа (1339)      | јул 1339.                       | непознат                              | Едвард III Плантагенет                                                  | мала                     | 12.000 људи                           | непознати                       | непознати                                                   | Француска победа             |
|                       | Опсада Оа                  | јул 1339.                       | непознат                              | Роберт Морлеј                                                           | мали градски гарнизон    | велика                                | тешки                           | мали                                                        | Енглеска победа              |
|                       | Опсада Ле-Трепора          | август 1339.                    | непознат                              | Роберт Морлеј                                                           | мали градски гарнизон    | велика                                | тешки                           | мали                                                        | Енглеска победа              |
|                       | Битка код Булоња           | август 1339.                    | непознат                              | Роберт Морлеј                                                           | мали градски гарнизон    | велика                                | тешки                           | мали                                                        | Енглеска победа              |
|                       | Пљачка Нуајона             | август 1339.                    | непознат                              | Едвард III Плантагенет                                                  | мала                     | 12.000 људи                           | велики                          | мали                                                        | Енглеско-фландријска победа  |
|                       | Опсада Дјепа               | септембар 1339.                 | непознат                              | непознат                                                                | мали градски гарнизон    | велика                                | тешки                           | мали                                                        | Енглеско-фландријска победа  |
|                       | Стајање код Перона         | септембар 1339.                 | Филип VI Валоа                        | Едвард III Плантагенет                                                  | 25.000 људи              | 12.000 људи                           | мали                            | мали                                                        | Француска победа             |
|                       | Стајање код Капела         | 21. или 22. - 23. октобар 1339. | Филип VI Валоа                        | Едвард III Плантагенет                                                  | 25.000 људи              | 12.000 људи                           | мали                            | мали                                                        | Енглеско-фландријска победа  |
| Битка код Слија       | Битка код Слија            | 24. јун 1340.                   | Хуг Киере †, Никола Беише †           | Едвард III                                                              | 190 бродова              | 250 бродова                           | 20.000 (веома непоуздана цифра) | непознати                                                   | Енглеска победа              |
|                       | Опсада Гернзија            | јул 1340.                       | непознат                              | непознат                                                                | непозната                | непозната                             | непознати                       | мали                                                        | Енглеска победа              |
|                       | Битка код Сент-Омера       | 26. јул 1340.                   | Јуд IV од Бургундије, Жан I Д'Армањак | Роберт III Д'Артоа                                                      | око 3 000 војника        | 11 000-16 000 војника                 | врло мали                       | око 8 000 војника                                           | Француска победа             |
|                       | Опсада Турнеа              | 21. јул-15. септембар 1340.     | Филип VI Валоа, Раул II де Брен       | Едвард III, Јован III Бриселски, Реџиналд II Гелдернски, Тери Хаселтски | непозната                | непозната                             | напознати                       | непознати                                                   | Француска победа             |

### Кампања битке код Кресија
| Слика                   | Име битке                        | Датум                               | Заповедник француске војске       | Заповедник енглеске војске                                 | Јачина француске војске                        | Јачина енглеске војске | Француски губици                                                      | Енглески губици                       | Резултат        |
| ----------------------- | -------------------------------- | ----------------------------------- | --------------------------------- | ---------------------------------------------------------- | ---------------------------------------------- | ---------------------- | --------------------------------------------------------------------- | ------------------------------------- | --------------- |
| Опсада Бержерака (1345) | Опсада Бержерака (1345)          | август 1345.                        | Анри де Монтињи                   | Хенри I од Ланкастера                                      | 1.600 тешких коњаника и непознат број пешадије | 5.500 војника          | 600 тешких коњаника, непознат број пешадије и велики број заробљеника | мали                                  | Енглеска победа |
|                         | Опсада Перигеа (1345)            | септембар-октобар 1345.             | Рожер-Бернар де Периге            | Хенри I од Ланкастера, Ралф де Стафорд                     | мали градски гарнизон                          | 9.000 војника          | тешки                                                                 | мали                                  | Енглеска победа |
|                         | Битка код Обероша                | 21. октобар 1345.                   | Луј де Поатје †, Бертран I од Ила | Хенри I од Ланкастера, Ралф де Стафорд                     | 7 000 војника                                  | 1 500 војника          | тешки                                                                 | мали                                  | Енглеска победа |
|                         | Опсада Ла Реола (1345)           | крај октобра-8. новембар 1345.      | непознат                          | Хенри I од Ланкастера, Ралф де Стафорд                     | мали градски гарнизон                          | 9.000 војника          | тешки                                                                 | мали                                  | Енглеска победа |
|                         | Опсада Лангона                   | крај октобра 1345. - јануар 1346.   | непознат                          | Хенри I од Ланкастера, Ралф де Стафорд                     | мали градски гарнизон                          | 9.000 војника          | тешки                                                                 | мали                                  | Енглеска победа |
|                         | Опсада Сент-Базеја               | крај октобра 1345. - јануар 1346.   | непознат                          | Хенри I од Ланкастера, Ралф де Стафорд                     | мали градски гарнизон                          | 9.000 војника          | тешки                                                                 | мали                                  | Енглеска победа |
|                         | Опсада Меана                     | прва половина 1346.                 | непознат                          | Хенри I од Ланкастера                                      | мали градски гарнизон                          | 2.000 војника          | непознати                                                             | мали                                  | Енглеска победа |
|                         | Опсада Монсегура                 | прва половина 1346.                 | непознат                          | Хенри I од Ланкастера                                      | мали градски гарнизон                          | 2.000 војника          | непознати                                                             | мали                                  | Енглеска победа |
|                         | Опсада Егиљона                   | 1. август-крај августа 1346.        | Дофен Жан                         | Ралф де Стафорд                                            | 15.000 људи                                    | 900 људи               | непознати                                                             | мали                                  | Енглеска победа |
|                         | Опсада Сен-Жан-д’Анжелија (1346) | септембар 1346.                     | непознат                          | Хенри I од Ланкастера                                      | мали градски гарнизон                          | 2.000 војника          | непознати                                                             | мали                                  | Енглеска победа |
|                         | Опсада Лизињана (1346)           | септембар или октобар 1346.         | непознат                          | Хенри I од Ланкастера                                      | мали градски гарнизон                          | 2.000 војника          | непознати                                                             | мали                                  | Енглеска победа |
|                         | Опсада Поатјеа                   | септембар или октобар 1346.         | непознат                          | Хенри од Ланкастера                                        | мали градски гарнизон                          | 2.000 војника          | непознати                                                             | непознати                             | Енглеска победа |
|                         | Опсада Монтреј-Бонена            | септембар или октобар 1346.         | непознат                          | Хенри I од Ланкастера                                      | мали градски гарнизон                          | 2.000 војника          | непознати                                                             | мали                                  | Енглеска победа |
|                         | Опсада Сента                     | октобар 1346.                       | непознат                          | Хенри I од Ланкастера                                      | мали градски гарнизон                          | 2.000 војника          | непознати                                                             | мали                                  | Енглеска победа |
| Битка код Кана          | Битка код Кана                   | 26. јул 1346.                       | Раул II де Брен                   | Едвард III                                                 | 1 500 војника                                  | 9.000 војника          | 5 000 војника                                                         | мали                                  | Енглеска победа |
|                         | Битка код Поасија                | август 1346.                        | непознат                          | Едвард III                                                 | мала                                           | 9.000 војника          | велики                                                                | мали                                  | Енглеска победа |
| Битка код Бланштака     | Битка код Бланштака              | 24. август 1346.                    | Годемар ду Фој                    | Едвард III                                                 | 3 500 војника                                  | 9.000 војника          | 2 000 војника                                                         | мали                                  | Енглеска победа |
| Битка код Кресија       | Битка код Кресија                | 16. август 1346.                    | Филип VI Валоа                    | Едвард III                                                 | 27.000 војника                                 | 9.000 војника          | 6.000-27.000 погинулих и рањених војника                              | 150-1.000 погинулих и рањених војника | Енглеска победа |
| Опсада Калеа            | Опсада Калеа                     | 4. септембар 1346.-3. октобар 1347. | Жан де Вијене                     | Едвард III                                                 | 7.000-8.000 војника                            | 30.000 војника         | непознати                                                             | непознати                             | Енглеска победа |
| Битка код Невил-Кроса   | Битка код Невил-Кроса            | 17. октобар 1346.                   | Давид II Шкотски (заробљен)       | Ралф од Невила, Хенри од Персија, Вилијам, надбискуп Јорка | 12 000 војника                                 | 6 000-7 000 војника    | Погинуло и заробљено 1 000 војника                                    | веома мали                            | Енглеска победа |
|                         | Опсада Фокамберга                | 1347.                               | непознат                          | Хенри од Ланкастера                                        | непозната                                      | непозната              | непознати                                                             | непознати                             | Енглеска победа |

### Мање кампање
| Слика                                                               | Име битке                 | Датум                          | Заповедник француске војске                                                  | Заповедник енглеске или жакеријске војске                                                  | Јачина француске војске                             | Јачина енглеске, жакеријске или парижанске војске | Француски губици                                                             | Енглески или жакеријски губици     | Резултат                                                                                     |
| ------------------------------------------------------------------- | ------------------------- | ------------------------------ | ---------------------------------------------------------------------------- | ------------------------------------------------------------------------------------------ | --------------------------------------------------- | ------------------------------------------------- | ---------------------------------------------------------------------------- | ---------------------------------- | -------------------------------------------------------------------------------------------- |
| Битка код Винчелзија                                                | Битка код Винчелзија      | 29. август 1350.               | Карлос де Ла Серда                                                           | Едвард III, Едвард Црни Принц                                                              | 40 бродова                                          | 50 бродова                                        | 14-26 заробљених бродова                                                     | Најмање 2 брода                    | Енглеска победа                                                                              |
| Опсада Сен-Жан-д’Анжелија                                           | Опсада Сен-Жан-д’Анжелија | март-7. август 1351.           | Жан II Добри, Карлос де Ла Серда, Ги II де Нељ (заробљен), Едвард од Божеа † | Арно Арманије IX Д'Албре, Жан III де Сансер                                                | непозната                                           | непозната                                         | мали, заробљено је око 60 витезова                                           | мали                               | Француска победа                                                                             |
|                                                                     | Битка код Ардра           | 8. јун 1351.                   | Едвард од Божеа †                                                            | Џон од Беучампа                                                                            | непозната                                           | непозната                                         | врло мали број војника, али међу погинулима нашао се и Едвард                | 700 погинулих и заробљених војника | Француска победа                                                                             |
|                                                                     | Опсада Монт Жискарда      | средина октобра 1355.          | непознат                                                                     | Едвард Црни Принц                                                                          | мала                                                | 5.000 људи                                        | велики                                                                       | мали                               | Енглеска победа                                                                              |
|                                                                     | Опсада Каркасона          | 31. октобар 1355.              | непознат                                                                     | Едвард Црни Принц                                                                          | мала                                                | 5.000 људи                                        | мали                                                                         | велики                             | Енглеска победа                                                                              |
|                                                                     | Опсада Кастелнодарија     | 31. октобар 1355.              | непознат                                                                     | Едвард Црни Принц                                                                          | мала                                                | 5.000 људи                                        | мали                                                                         | велики                             | Енглеска победа                                                                              |
|                                                                     | Опсада Нарбоне            | 8. новембар-10. новембар 1355. | Емри VI де Лара                                                              | Едвард Црни Принц                                                                          | мала                                                | 5.000 људи                                        | мали                                                                         | велики                             | Француска победа                                                                             |
|                                                                     | Опсада Ле Мана (1356)     | 1356.                          | непознат                                                                     | Хенри од Ланкастера                                                                        | непознат                                            | непозната                                         | непознати                                                                    | непознати                          | Француска победа                                                                             |
|                                                                     | Опсада Буржа              | 4. - средина августа 1356.     | Жан II Добри                                                                 | Едвард Црни Принц                                                                          | мала                                                | 9.000 људи                                        | велики                                                                       | мали                               | Француска победа                                                                             |
|                                                                     | Опсада Перигеа (1356)     | 7. август 1356.                | Пјер V Пин, Рожер-Бертран де Периге                                          | Едвард Црни Принц                                                                          | мала                                                | 6.000 људи                                        | велики                                                                       | мали                               | Енглеска победа                                                                              |
|                                                                     | Опсада Ла Шапел-Фошеа     | 9. август 1356.                | непознат                                                                     | Едвард Црни Принц                                                                          | мала                                                | 6.000 људи                                        | велики                                                                       | мали                               | Енглеска победа                                                                              |
|                                                                     | Опсада Рошешуара          | 12. август 1356.               | Жан II Добри                                                                 | Едвард Црни Принц                                                                          | мала                                                | 6.000 људи                                        | велики                                                                       | мали                               | Енглеска победа                                                                              |
|                                                                     | Опсада Ла-Пероза          | 13. - 14. август 1356.         | непознат                                                                     | Едвард Црни Принц                                                                          | мала                                                | 6.000 људи                                        | велики                                                                       | мали                               | Француска победа                                                                             |
|                                                                     | Опсада Летера             | 14. август 1356.               | непознат                                                                     | Едвард Црни Принц                                                                          | мала                                                | 6.000 људи                                        | мали                                                                         | мали                               | Енглеска победа                                                                              |
|                                                                     | Опсада Фреса              | 16. август 1356.               | непознат                                                                     | Едвард Црни Принц                                                                          | мала                                                | 6.000 људи                                        | велики                                                                       | мали                               | Енглеска победа                                                                              |
|                                                                     | Опсада Нуика              | 16. август 1356.               | непознат                                                                     | Едвард Црни Принц                                                                          | мала                                                | 6.000 људи                                        | велики                                                                       | мали                               | Енглеска победа                                                                              |
|                                                                     | Опсада Мортмара           | 16. август 1356.               | непознат                                                                     | Едвард Црни Принц                                                                          | мала                                                | 6.000 људи                                        | велики                                                                       | мали                               | Енглеска победа                                                                              |
|                                                                     | Пљачка Белака             | вече 16. август 1356.          | Марија од Сен-Пола                                                           | Едвард Црни Принц                                                                          | мала                                                | 6.000 људи                                        | мали                                                                         | мали                               | Енглеска победа                                                                              |
|                                                                     | Опсада Доре               | 17. август 1356.               | Жана од Шатијона                                                             | Едвард Црни Принц                                                                          | мала                                                | 6.000 људи                                        | мали                                                                         | мали                               | Енглеска победа                                                                              |
|                                                                     | Опсада Лусака             | 19. август 1356.               | Роже де Пин, Робер де Шали                                                   | Едвард Црни Принц                                                                          | мала                                                | 6.000 људи                                        | мали                                                                         | мали                               | Енглеска победа                                                                              |
|                                                                     | Опсада Сен-Бенуа-ду-Соа   | 20. август 1356.               | непознат                                                                     | Едвард Црни Принц                                                                          | мала                                                | 6.000 људи                                        | мали                                                                         | мали                               | Французи платили Енглезима да напусте опсаду                                                 |
|                                                                     | Опсада Аржантона          | 21. - 22. август 1356.         | непознат                                                                     | Едвард Црни Принц                                                                          | мала                                                | 6.000 људи                                        | велики                                                                       | мали                               | Енглеска победа                                                                              |
|                                                                     | Опсада Крозана            | 22. август 1356.               | непознат                                                                     | Жан де Греји                                                                               | мала                                                | 2.000 људи                                        | мали                                                                         | мали                               | Француска победа                                                                             |
|                                                                     | Опсада Шаторуа            | 23. - 24. август 1356.         | Андре де Шовињи                                                              | Едвард Црни Принц                                                                          | непозната                                           | 6.000 људи                                        | велики                                                                       | мали                               | Енглеска победа                                                                              |
|                                                                     | Пљачка Исудена            | 25. - 28. август 1356.         | непознат                                                                     | Едвард Црни Принц                                                                          | мала                                                | 6.000 људи                                        | велики                                                                       | мали                               | Енглеска победа                                                                              |
|                                                                     | Опсада Вјерзона           | 25. - 28. август 1356.         | непознат                                                                     | Жан де Греји                                                                               | мала                                                | 2.000 људи                                        | непознати                                                                    | непознати                          | Енглеска победа                                                                              |
|                                                                     | Опсада Реја               | 28. август 1356.               | Луј I од Туара                                                               | Едвард Црни Принц                                                                          | мала                                                | 6.000 људи                                        | велики                                                                       | мали                               | Енглеска победа                                                                              |
|                                                                     | Опсада Лурија             | 28. август 1356.               | непознат                                                                     | Едвард Црни Принц                                                                          | мала                                                | 6.000 људи                                        | велики                                                                       | мали                               | Енглеска победа                                                                              |
|                                                                     | Опсада Обињија            | 28. август 1356.               | Грис Мотоун                                                                  | Џон Чандос, Џејмс Одли                                                                     | 80 коњаника копљаника и непознат број пешадије      | 2.000 људи                                        | велики                                                                       | мали                               | Енглеска победа                                                                              |
|                                                                     | Битка на Шеру             | 28. август 1356.               | Амори IV де Краон, Жан I Ле Мангр                                            | Едвард Црни Принц                                                                          | мала                                                | 6.000 људи                                        | непознат број погинулих, сви су заробљени                                    | мали                               | Енглеска победа                                                                              |
|                                                                     | Опсада Одлија             | друга половина августа 1356.   | непознат                                                                     | Едвард Црни Принц                                                                          | мала                                                | 9.000 људи                                        | велики                                                                       | мали                               | Енглеска победа                                                                              |
|                                                                     | Битка код Роморантена     | 30. август-3. септембар 1356.  | Амори IV де Краон                                                            | Едвард Црни Принц, Бернар Ези V Д'Албре (заробљен), Вилијам Д'Уфорд, Бартоломју де Бургерш | најмање 60 копљаника и велики број тешких копљаника | 9.000 људи                                        | тешки, заробљено најмање 120 људи. Од целе војске преживело само 80 Француза | тешки                              | Енглеска победа                                                                              |
|                                                                     | Опсада Блоа               | 6. септембар 1356.             | Луј II де Блоа-Шатијон                                                       | Едвард Црни Принц                                                                          | мала                                                | мала                                              | мали                                                                         | мали                               | Француска победа                                                                             |
|                                                                     | Опсада Тура               | 7. - 10. септембар 1356.       | непознат                                                                     | Едвард Црни Принц                                                                          | мали градски гарнизон                               | 1.500 људи                                        | мали                                                                         | мали                               | Француска победа                                                                             |
| Битка код Поатјеа (1356)                                            | Битка код Поатјеа (1356)  | 19. септембар 1356.            | Жан II Добри                                                                 | Едвард Црни Принц, Жан де Греји                                                            | 12 000 војника                                      | 9 000 војника                                     | око 2 500 погинулих или рањених                                              | мали                               | Енглеска победа                                                                              |
|                                                                     | Опсада Трапа              | септембар 1356.                | непознат                                                                     | Едвард Црни Принц                                                                          | мала                                                | 9.000 људи                                        | велики                                                                       | мали                               | Енглеска победа                                                                              |
| Опсада Моа (1358)                                                   | Опсада Моа (1358)         | 9. јун 1358.                   | Гастон III де Фоа, Жан де Греји                                              | непознат                                                                                   | непозната                                           | непозната                                         | непознати                                                                    | непознати                          | Француска победа                                                                             |
| Битка код Моа                                                       | Битка код Моа             | 10. јун 1358.                  | Карло II од Наваре                                                           | Жак Боном (заробљен)                                                                       | 1 500-2 500 војника                                 | 4 000-5 000 војника                               | мали                                                                         | цела војска побијена               | Француско-наварска победа                                                                    |
|                                                                     | Битка на мосту Каријере   | 13. јул 1358.                  | непознат                                                                     | непознат                                                                                   | непозната                                           | непозната                                         | непозната                                                                    | непознати                          | Парижанска победа                                                                            |
|                                                                     | Битка код Булоњских шума  | 22. јул 1358.                  | Карло II од Наваре, Дофен Шарл Мудри                                         | Етјен Марсел                                                                               | мала                                                | 8 000 пешака и 1 500 коњаника                     | мали                                                                         | око 600 погинулих                  | Француско-наварска победа                                                                    |
|                                                                     | Битка код Амијена (1358)  | 16.-17. септембар 1358.        | непознат                                                                     | непознат                                                                                   | непозната                                           | непозната                                         | непознати                                                                    | непознати                          | Француска победа                                                                             |
|                                                                     | Опсада Авињона (1361)     | 1361.                          | непознат                                                                     | Папа Иноћентије VI                                                                         | непозната                                           | непозната                                         | непознати                                                                    | непознати                          | Француска победа, јер је папа платио онима који су опседали град да напусте опсаду.          |
|                                                                     | Опсада Каора (1362)       | 8. јануар 1362.                | непознат                                                                     | Џон Чандос                                                                                 | непозната                                           | непозната                                         | непознати                                                                    | непознати                          | Енглеска победа                                                                              |
|                                                                     | Опсада Рољбуаза           | март 1364.                     | Бертран ду Гесклин                                                           | непознат                                                                                   | више од 3 000 војника                               | мала                                              | мали                                                                         | велики                             | Француска победа                                                                             |
| Битка код Улбек-Кочерела, у позадини је вероватно прва опсада Евреа | Прва опсада Евреа (1364)  | април 1364.                    | Бертран ду Гесклин                                                           | непознат                                                                                   | више од 3 000 војника                               | мала                                              | велики                                                                       | минимални                          | Англо-наварска победа                                                                        |
| Жан де Грили се предаје Бертрану ду Гесклину                        | Битка код Улбек-Кочерела  | 16. мај 1364.                  | Бертран ду Гесклин                                                           | Жан де Греји (заробљен)                                                                    | 1 500-3 000 војника                                 | 5 300-6 300 војника                               | мали                                                                         | врло велики                        | Француска победа                                                                             |
|                                                                     | Опсада Мелана             | 1364.                          | напознат                                                                     | непознат                                                                                   | непозната                                           | непозната                                         | непознати                                                                    | непознати                          | Англо-наварска победа                                                                        |
|                                                                     | Друга опсада Евреа (1364) | август 1364.                   | непознат                                                                     | непознат                                                                                   | непозната                                           | непозната                                         | непознати                                                                    | непознати                          | Англо-наварска победа, али је околина Евреа била похарана                                    |
|                                                                     | Опсада Шербура (1364)     | 23. септембар 1364.            | непознат                                                                     | Родриго де Уриз                                                                            | мала копнена војска                                 | флота непознатог броја бродовља                   | велики                                                                       | мали                               | Англо-наварска победа                                                                        |
|                                                                     | Опсада Онса               | септембар 1364.                | непознат                                                                     | Сегвин де Бадефол                                                                          | мала                                                | мала                                              | велики                                                                       | мали                               | Англо-наварска победа                                                                        |
|                                                                     | Опсада Авињона (1365)     | пред крај 1365.                | Жан I де Бурбон-Ла Марш                                                      | Папа Урбан V                                                                               | више од 30.000                                      | мала                                              | мали                                                                         | велики                             | Околина Авињона је опљачкана, али папа је платио 100.000 франака Жану да би напустио опсаду. |

## Кампања опсаде Ремса
| Слика            | Име битке                     | Датум                               | Заповедник француске војске            | Заповедник енглеске војске | Јачина француске војске               | Јачина енглеске војске | Француски губици                                 | Енглески губици | Резултат           |
| ---------------- | ----------------------------- | ----------------------------------- | -------------------------------------- | -------------------------- | ------------------------------------- | ---------------------- | ------------------------------------------------ | --------------- | ------------------ |
| Опсада Ремса     | Опсада Ремса (1358—1359)      | 20. децембар 1358.-11. јануар 1359. | Гоше од Шатијона                       | Едвард III Плантагенет     | велика                                | мала                   | непознати                                        | непознати       | Француска победа   |
| Битка код Ножана | Битка код Ножана              | 13. јун 1359.                       | Броката де Фенестранге, Анри де Поатје | Јустас Д'Убершикур         | непозната                             | непозната              | непознати                                        | непознати       | Француска победа   |
|                  | Опсада Мелуна                 | пре 18. јуна до 21. августа 1359.   | Бертран ду Гесклин, Дофен Шарл Мудри   | Едвард III Плантагенет     | 3 000 људи, 2 топа и становници града | велика                 | целокупна војска се повлачи, а мало грађана гине | велики          | Француска победа   |
|                  | Опсада Винчелзија             | 12.-15. март 1360.                  | непознат                               | непознат                   | непозната                             | непозната              | непознати                                        | непознати       | Француска победа   |
|                  | Опсада утврђене цркве Частрес | 31. март 1360.                      | непознат                               | непознат                   | мала                                  | велика                 | непознати                                        | непознати       | Енглеска победа    |
|                  | Опсада Париза                 | 5. април-око 10. априла 1360.       | Дофен Шарл Мудри                       | Едвард III Плантагенет     | мала                                  | 10.000 људи            | мали                                             | мали            | Енглези се повлаче |
|                  | Опсада Шартра                 | 13. април-14. април 1360.           | Одуен де Ла Рош                        | Едвард III Плантагенет     | мала                                  | 10.000 људи            | мали                                             | 1.000 људи      | Примирје           |

## Рат за бретонско наслеђе
| Слика                               | Име битке                             | Датум                                           | Заповедник француске војске                                                                 | Заповедник енглеске војске | Јачина француске војске          | Јачина енглеске војске                                        | Француски губици       | Енглески губици                       | Резултат                                                                   |
| ----------------------------------- | ------------------------------------- | ----------------------------------------------- | ------------------------------------------------------------------------------------------- | --- | -------------------------------- | ------------------------------------------------------------- | ---------------------- | ------------------------------------- | -------------------------------------------------------------------------- |
|                                     | Опсада Рена (1341)                    | 1341.                                           | непознат                                                                                    | Иван IV Бретањски | мала                             | мала                                                          | непознати              | непознати                             | Англо-бретонска победа                                                     |
|                                     | Битка код Шантосоа                    | 14.-16. октобар 1341.                           | Шарл I Бретањски                                                                            | Иван IV Бретањски | више од 7 000 војника            | мала                                                          | непознати              | велики                                | Француско-бретонска победа                                                 |
|                                     | Опсада Рена (почетком 1342)           | пролеће (опсада је трајала неколико дана) 1341. | непознат                                                                                    | непознат | непозната                        | непозната                                                     | непознати              | непознати                             | Француско-бретонска победа                                                 |
| Прва опсада Вана                    | Прва опсада Вана                      | март-мај 1342.                                  | Шарл I Бретањски                                                                            | Џефри од Малестроита | непозната                        | непозната                                                     | непознати              | око 2 000 људи погинуло или заробљено | Француско-бретонска победа                                                 |
| Опсада Анбона                       | Опсада Анбона                         | мај-јун 1342.                                   | Шарл I Бретањски                                                                            | Жана Фландриска | непозната                        | непозната                                                     | непознати              | непознати                             | Француска победа                                                           |
|                                     | Битка код Бреста (1342)               | 18. август 1342.                                | Карло Грималди                                                                              | Вилијам де Богун | 14 велике галије                 | 260 малих бродова                                             | 11 галија              | мали                                  | Енглеска победа                                                            |
| Битка код Морлеа                    | Битка код Морлеа                      | 30. септембар 1342.                             | Шарл I Бретањски                                                                            | Роберт III Д'Артоа, Вијвода од Нортгемптона                                                                                     | Више од 3 500 војника            | 2 300 војника                                                 | 150                    | велики                                | Француска победа                                                           |
|                                     | Опсада Рена (почетак октобра 1342)    | почетак октобра 1342.                           | непознат                                                                                    | Жана Фландријска | непозната                        | 10 200 војника                                                | непознати              | непознати                             | Англо-бретонска победа                                                     |
| Друга опсада Вана                   | Друга опсада Вана                     | октобар 1342.                                   | Оливер IV де Клисон, Џефри од Малестроита                                                   | Роберт III Д'Артоа, Жана Фландриска, Готије де Мауни, Вилијам де Кадоудал, Ив де Тресигуиди, Вилијам Монтегу, Гроф од Куенфорта | непозната                        | 10 200 војника                                                | велики                 | велики                                | Коначна енглеско-бретонска победа                                          |
|                                     | Опсада Рена (пред крај октобра 1342)  | пред крај октобра 1342.                         | непознат                                                                                    | Вилијам Монтегу, Ив де Тресигуиди                                                                                               | непозната                        | непозната                                                     | непознати              | непознати                             | Француско-бретонска победа                                                 |
|                                     | Опсада Артое                          | пред крај октобра 1342.                         | Оливер IV де Клисон, Роберт II Бомануар                                                     | непознат | 12 600 војника                   | мала                                                          | мали                   | велики                                | Француско-бретонска победа                                                 |
| Трећа опсада Вана, скроз доле       | Трећа опсада Вана                     | 3. новембар 1342.                               | Оливер IV де Клисон, Роберт II Бомануар                                                     | Роберт III Д'Артоа | 12 600 војника                   | врло мала                                                     | непознати              | велики                                | Француско-бретонска победа                                                 |
|                                     | Опсада Рена (пред крај новембра 1342) | пред крај новембра 1342.                        | Луис де Ла Серда, Антонио Дорија                                                            | Едвард III Плантагенет | 130 бродова                      | велика флота                                                  | непознати              | неколико бродова                      | Француско-бретонска победа                                                 |
|                                     | Опсада Нанта                          | пред крај новембра 1342.                        | Луис де Ла Серда, Антонио Дорија                                                            | Едвард III Плантагенет | 130 бродова                      | велика флота                                                  | непознати              | неколико бродова                      | Француско-бретонска победа                                                 |
| Четврта опсада Вана, скроз горе     | Четврта опсада Вана                   | 5.-око 10. новембра 1342.                       | Оливер IV де Клисон (заробљен)                                                              | Едвард III Плантагенет | 130 бродова                      | дупло мања флота од флоте у бици опсади Рена, крајем новембра | непознати              | неколико бродова је потопљено         | Англо-бретонска победа                                                     |
|                                     | Битка код Кадорета                    | јун 1345.                                       | Шарл I Бретањски                                                                            | Томас Дакворд, Вилијам де Богун                                                                                                 | око 300 војника                  | око 500 војника                                               | непознати              | непознати                             | Енглеска победа                                                            |
|                                     | Битка код Сен-Пол-де-Леона (1346)     | 9. јун 1346.                                    | Шарл I Бретањски                                                                            | Томас Дакворд | око 1 000 војника                | 180 војника                                                   | велики                 | врло мали                             | Енглеска победа                                                            |
| Битка код Ла-Роша                   | Битка код Ла-Роша                     | ноћ 1347.                                       | Шарл I Бретањски                                                                            | Томас Дакворд | 4 000-5 000                      | 1000                                                          | велики                 | мали                                  | Енглеска победа                                                            |
| Битка Тридесеторице                 | Битка Тридесеторице                   | 26. март 1351.                                  | Жан де IV Бомануар                                                                          | Ричард Бембро† | 30 витезова                      | 30 витезова                                                   | 6 витезова             | 9 витезова                            | Француска победа                                                           |
|                                     | Битка код Морона                      | 14. август 1352.                                | Ги II од Неслеа, Жан IV де Бомануар, Ален де Тинтенијац †, Жан I де Реук, Ален VII де Роган | Готије де Бентлеј, Танги ду Шастел                                                                                              | 5 000 војника                    | 2 000 војника                                                 | 800-900 мртвих војника | 600-700 мртвих војника                | Енглеска победа                                                            |
|                                     | Пад Сен-Жан-Д'Анжелија                | 1353.                                           | непознат                                                                                    | непознат | непозната                        | непозната                                                     | непознати              | непознати                             | Француска победа                                                           |
|                                     | Пад Лузињана                          | 1353.                                           | непознат                                                                                    | непознат | непозната                        | непозната                                                     | непознати              | непознати                             | Француска победа                                                           |
|                                     | Битка код Комборна                    | 1353.                                           | непознат                                                                                    | непознат | непозната                        | непозната                                                     | непознати              | непознати                             | Енглеска победа                                                            |
|                                     | Битка код Лез-Ифа                     | 10. април 1354.                                 | Бертран ду Гесклин                                                                          | непознат | непозната                        | непозната                                                     | непознати              | непознати                             | Француска победа                                                           |
| Положај војске за време опсаде Рена | Опсада Рена (1356—1357)               | 3. октобар 1356.-5. јул 1357.                   | Вилијам де Пеноет, Бертран де Сан-Перн, Бертран ду Гесклин                                  | Хенри I од Ланкастера | мала                             | 1 500-4 000 војника                                           | непознати              | непознати                             | Француска победа                                                           |
|                                     | Опсада Динана                         | 1359.                                           | Бертран ду Гесклин                                                                          | Хенри I од Ланкастера, Томас од Кантерберија                                                                                    | мала                             | велика                                                        | минимални              | велики                                | Француско-бретонска победа                                                 |
|                                     | Битка код Пампона                     | 1360.                                           | Бертран ду Гесклин                                                                          | непознат | непозната                        | непозната                                                     | непознати              | непознати                             | Француско-бретонска победа                                                 |
|                                     | Битка код Бријуза                     | 1361.                                           | Бертран ду Гесклин                                                                          | непознат | непозната                        | непозната                                                     | непознати              | непознати                             | Енглеска победа                                                            |
|                                     | Битка код Мортаина (1362)             | почетак 1362.                                   | непознат                                                                                    | непознат | непозната                        | непозната                                                     | непозната              | непозната                             | Француска победа                                                           |
|                                     | Битка код Ливароа                     | почетак 1362.                                   | непознат                                                                                    | непознат | непозната                        | непозната                                                     | непозната              | непозната                             | Вероватно Енглеска победа                                                  |
| Битка код Брињеа                    | Битка код Брињеа                      | 6. април 1362.                                  | Жан II да Танкарвил                                                                         | Сегин де Бадфол | 15 000 војника                   | више од 12 000 војника                                        | велики                 | мали                                  | Коначна касновенерско-енглеска победа                                      |
|                                     | Битка код Светог Марина де Сеа        | друга половина 1362.                            | непознат                                                                                    | непознат | непозната                        | непозната                                                     | непозната              | непозната                             | Енглеска победа                                                            |
|                                     | Опсада Пастивјена                     | 1363.                                           | Бертран ду Гесклин                                                                          | непознат | велика                           | непозната                                                     | непознати              | непознати                             | Француско-бретонска победа                                                 |
|                                     | Битка код Сен-Пол-де-Леона (1363)     | 1363.                                           | Бертран ду Гесклин                                                                          | непознат | флота са великом бројем бродовља | непозната                                                     | непознати              | непознати                             | Француско-бретонска победа                                                 |
|                                     | Опсада Бешерела                       | 1363.                                           | Бертран ду Гесклин                                                                          | Иван V Бретањски | велика                           | велика                                                        | мали                   | велики                                | Француско-бретонска победа                                                 |
| Битка код Ореја                     | Битка код Ореја                       | 29. септембар 1364.                             | Шарл I Бретањски (заробљен)                                                                 | Иван V Бретањски, Џон Чандос | 4 000                            | 3 500                                                         | 1 000                  | непознати                             | Коначна енглеска победа у рату за бретонско наслеђе, који се завршио 1365. |

## Французи су успешнији и скоро избацују Енглезе (1360—1400)

### Рат два Педра
| Слика            | Име битке                  | Датум                | Заповедник француске војске       | Заповедник енглеске војске   | Јачина француске војске                               | Јачина енглеске војске | Француски губици | Енглески губици    | Резултат                   |
| ---------------- | -------------------------- | -------------------- | --------------------------------- | ---------------------------- | ----------------------------------------------------- | ---------------------- | ---------------- | ------------------ | -------------------------- |
|                  | Опсада Теруела (1356)      | 1356.                | непознат                          | непознат                     | непозната                                             | непозната              | непознати        | непознати          | Енглеско-кастиљска победа  |
|                  | Опсада Тарасоне (1356)     | 9. март 1356.        | непознат                          | непознат                     | непозната                                             | непозната              | непознати        | непознати          | Енглеско-кастиљска победа  |
|                  | Битка код Барселоне (1359) | 9.-11. јуна 1359.    | Пере IV од Арагона (Пере Свечани) | Педро I од Кастиље           | 10 бродова са неколико малих пловила и са катапултима | 128 бродова            | непознати        | непознати          | Француско-Арагонска победа |
| Битка код Агреде | Битка код Агреде           | 22. септембар 1359.  | Енрике II од Кастиље              | Хуан Фернандез од Хенестроса | 800 војника                                           | 1 500 војника          | мали             | Скоро сви изгинули | Француско-Арагоска победа  |
|                  | Опсада Вердеха             | 1361.                | непознат                          | непознат                     | непозната                                             | непозната              | непознати        | непознати          | Енглеско-кастиљска победа  |
| Опсада Торихоса  | Опсада Торихоса            | 1361.                | непознат                          | непознат                     | непозната                                             | непозната              | непознати        | непознати          | Енглеско-кастиљска победа  |
|                  | Опсада Аламе (1362)        | 1361.                | непознат                          | непознат                     | непозната                                             | непозната              | непознати        | непознати          | Енглеско-кастиљска победа  |
|                  | Опсада Ариза               | 1362.                | непознат                          | непознат                     | непозната                                             | непозната              | непознати        | непознати          | Енглеско-кастиљска победа  |
|                  | Опсада Атекеа              | 1362.                | непознат                          | непознат                     | непозната                                             | непозната              | непознати        | непознати          | Енглеско-кастиљска победа  |
|                  | Опсада Терера              | 1362.                | непознат                          | непознат                     | непозната                                             | непозната              | непознати        | непознати          | Енглеско-кастиљска победа  |
|                  | Опсада Мороса              | 1362.                | непознат                          | непознат                     | непозната                                             | непозната              | непознати        | непознати          | Енглеско-кастиљска победа  |
|                  | Опсада Сетине              | 1362.                | непознат                          | непознат                     | непозната                                             | непозната              | непознати        | непознати          | Енглеско-кастиљска победа  |
|                  | Опсада Аламе (1362)        | 1362.                | непознат                          | непознат                     | непозната                                             | непозната              | непознати        | непознати          | Енглеско-кастиљска победа  |
|                  | Опсада Калатајуда          | 1362.                | Пере Свечани                      | непознат                     | велика војска са свим врстама опсадних машина         | мали градски гарнизон  | непознати        | непознати          | Енглеско-кастиљска победа  |
|                  | Опсада Тарасоне (1363)     | прва половина 1363.  | непознат                          | непознат                     | непозната                                             | непозната              | непознати        | непознати          | Енглеско-кастиљска победа  |
|                  | Опсада Карињене            | прва половина 1363.  | непознат                          | непознат                     | непозната                                             | непозната              | непознати        | непознати          | Енглеско-кастиљска победа  |
|                  | Опсада Теруела (1363)      | прва половина 1363.  | непознат                          | непознат                     | непозната                                             | непозната              | непознати        | непознати          | Енглеско-кастиљска победа  |
|                  | Опсада Сегорба             | прва половина 1363.  | непознат                          | непознат                     | непозната                                             | непозната              | непознати        | непознати          | Енглеско-кастиљска победа  |
|                  | Опсада Сегунта             | прва половина 1363.  | непознат                          | непознат                     | непозната                                             | непозната              | непознати        | непознати          | Енглеско-кастиљска победа  |
|                  | Опсада Алменаре            | прва половина 1363.  | непознат                          | непознат                     | непозната                                             | непозната              | непознати        | непознати          | Енглеско-кастиљска победа  |
|                  | Опсада Чиве                | прва половина 1363.  | непознат                          | непознат                     | непозната                                             | непозната              | непознати        | непознати          | Енглеско-кастиљска победа  |
|                  | Опсада Буњола              | прва половина 1363.  | непознат                          | непознат                     | непозната                                             | непозната              | непознати        | непознати          | Енглеско-кастиљска победа  |
|                  | Опсада Валенсије (1363)    | друга половина 1363. | непознат                          | непознат                     | непозната                                             | непозната              | непознати        | непознати          | Енглеско-кастиљска победа  |
|                  | Опсада Аликанта            | друга половина 1363. | непознат                          | непознат                     | непозната                                             | непозната              | непознати        | непознати          | Енглеско-кастиљска победа  |
|                  | Опсада Каудета             | друга половина 1363. | непознат                          | непознат                     | непозната                                             | непозната              | непознати        | непознати          | Енглеско-кастиљска победа  |
|                  | Опсада Елде                | друга половина 1363. | непознат                          | непознат                     | непозната                                             | непозната              | непознати        | непознати          | Енглеско-кастиљска победа  |
|                  | Опсада Гандије             | друга половина 1363. | непознат                          | непознат                     | непозната                                             | непозната              | непознати        | непознати          | Енглеско-кастиљска победа  |

### Кастиљски грађански рат и енглеска кампања у Француској 1369. и 1370.
| Слика               | Име битке                          | Датум                 | Заповедник француске војске              | Заповедник енглеске војске                          | Јачина француске војске | Јачина енглеске војске | Француски губици       | Енглески губици                     | Резултат |
| ------------------- | ---------------------------------- | --------------------- | ---------------------------------------- | --------------------------------------------------- | ----------------------- | ---------------------- | ---------------------- | ----------------------------------- | --- |
|                     | Опсада Бургоса (1366)              | март 1366.            | Бертран ду Гесклин, Енрике II од Кастиље | Педро I од Кастиље                                  | непозната               | непозната              | мали                   | велики                              | Француска победа                                                                                              |
|                     | Опсада Толеда (1366)               | мај 1366.             | Бертран ду Гесклин                       | непознат                                            | непозната               | мала                   | мали                   | велики                              | Француска победа                                                                                              |
|                     | Опсада Севиље (1366)               | мај 1366.             | Бертран ду Гесклин                       | непознат                                            | непозната               | мала                   | мали                   | велики                              | Француска победа                                                                                              |
|                     | Опсада Кордобе (1366)              | јун 1366.             | Бертран ду Гесклин                       | непознат                                            | непозната               | мала                   | мали                   | велики                              | Француска победа                                                                                              |
|                     | Опсада Санто Доминга де ла Калзаде | фебруар 1367.         | Бертран ду Гесклин                       | непознат                                            | непозната               | мала                   | мали                   | велики                              | Француска победа                                                                                              |
| Битка код Наварете  | Битка код Наварете                 | 3. априла 1367.       | Бертран ду Гесклин, Енрике II од Кастиље | Педро I од Кастиље, Едвард Црни Принц, Џон од Гента | 60.000 војника          | 28 000 војника         | 7 000 војника          | 200 војника                         | Енглеска победа                                                                                               |
| Битка код Монтијела | Битка код Монтијела                | 14. март 1369.        | Енрике II од Кастиље                     | Педро I од Кастиље                                  | 3 000 војника           | 4 500 војника          | мали                   | врло велики                         | Коначна Француско-Арагонска победа                                                                            |
|                     | Битка код Лизињана                 | јун 1369.             | непознат                                 | Едвард Црни Принц                                   | непозната               | непозната              | непознати              | непознати                           | Француска победа                                                                                              |
|                     | Битка код Ла-Рош Позеа             | јул 1369.             | непознат                                 | Џон од Гента                                        | непозната               | непозната              | непознати              | непознати                           | Француска победа                                                                                              |
|                     | Битка код Сен-Савен-сур-Гантампа   | 31. децембар 1369.    | непознат                                 | Едвард Црни Принц                                   | непозната               | непозната              | непознати              | непознати                           | Енглеска победа                                                                                               |
|                     | Битка код Понта де Лусака          | 31. децембар 1369.    | непознат                                 | Џон Чандос                                          | непозната               | непозната              | непознати              | непознати                           | Енглеска победа                                                                                               |
|                     | Опсада Араса                       | јесен 1369.           | непознат                                 | Роберт Нолес                                        | непозната               | непозната              | непознати              | непознати                           | Француска победа                                                                                              |
|                     | Опсада Бел Берча                   | 1370.                 | непознат                                 | Едвард Црни Принц, Едмунд од Ланглија               | непозната               | више од 400 војника    | велики                 | мали                                | Енглеска победа                                                                                               |
|                     | Опсада Лиможа                      | 1370.                 | Жан I Предивни, Беријски                 | Едвард Црни Принц, Џон од Гента                     | непозната               | непозната              | Заробљена су 3 војника | Покољ 3 000 становника града Лиможа | Велика француска победа                                                                                       |
|                     | Опсада Бреста                      | 1370.                 | непознат                                 | Едмунд Мортимер од Марча, Едмунд од Ланглија        | непозната               | непозната              | непознати              | непознати                           | У почетку мала енглеска победа, коначан резултат је Луденски мир 1. децембар 1372. године у корист Француске. |
|                     | Опсада Егиљона                     | 1370.                 | Бертран ду Гесклин                       | непознат                                            | мала                    | мала                   | мали                   | велики                              | Француска победа                                                                                              |
|                     | Опсада Ле Мана                     | 1370.                 | Бертран ду Гесклин                       | непознат                                            | мала                    | мала                   | мали                   | велики                              | Француска победа                                                                                              |
|                     | Опсада Араса                       | 1370.                 | непознат                                 | Роберт Нолес                                        | мала                    | око 4 500 војника      | мали                   | велики                              | Француска победа                                                                                              |
|                     | Опсада Ремса (1370)                | јесен 1370.           | непознат                                 | Роберт Нолес                                        | мала                    | око 4 500 војника      | мали                   | велики                              | Француска победа                                                                                              |
|                     | Опсада Троја                       | јесен 1370.           | непознат                                 | Роберт Нолес                                        | мала                    | око 4 500 војника      | мали                   | велики                              | Француска победа                                                                                              |
|                     | Опсада Париза (1370)               | почетак октобра 1370. | непознат                                 | Роберт Нолес                                        | велика                  | око 4 500 војника      | мали                   | мали                                | Француска победа                                                                                              |

### Стогодишњи рат (1370—1389)
| Слика                                          | Име битке                  | Датум                              | Заповедник француске војске                                                          | Заповедник енглеске војске                          | Јачина француске војске           | Јачина енглеске војске | Француски губици   | Енглески губици                                                                       | Резултат                        |
| ---------------------------------------------- | -------------------------- | ---------------------------------- | ------------------------------------------------------------------------------------ | --------------------------------------------------- | --------------------------------- | ---------------------- | ------------------ | ------------------------------------------------------------------------------------- | ------------------------------- |
|                                                | Опсада Кана                | 13. октобар-1. децембар 1370.      | Бертран ду Гесклин, Оливер V де Клисон                                               | непознат                                            | мала                              | мала                   | мали               | мали                                                                                  | Енглеска победа                 |
| Битка код Понвалена и крунисање папе Гргура XI | Битка код Понвалена        | 4. децембра 1370.                  | Бертран ду Гесклин, Оливер V де Клисон, Жан де Вијене                                | Роберт Нолес, Томас Грансон †                       | непозната                         | непозната              | непознати          | непознати                                                                             | Француска победа                |
|                                                | Битка код Бресира          | 8. децембар 1370.                  | Бертран ду Гесклин                                                                   | непознат                                            | мала                              | непозната              | мали               | велики                                                                                | Француска победа                |
|                                                | Опсада Сомјура             | 15. децембар 1370.                 | Бертран ду Гесклин                                                                   | непознат                                            | мала                              | непозната              | мали               | велики                                                                                | Француска победа                |
|                                                | Опсада Бешерела            | април 1371.                        | Бертран ду Гесклин, Оливер V де Клисон                                               | непознат                                            | мала                              | непозната              | мали               | велики                                                                                | Француска победа                |
|                                                | Опсада Поатјеа (1372)      | 1372.                              | непознат                                                                             | непознат                                            | непозната                         | непозната              | непознати          | непознати                                                                             | Француска победа                |
|                                                | Опсада Конша               | 1372.                              | Бертран ду Гесклин                                                                   | непознат                                            | мала                              | непозната              | мали               | велики                                                                                | Француска победа                |
|                                                | Опсада Монмуриона          | јун 1372.                          | Бертран ду Гесклин                                                                   | непознат                                            | мала                              | непозната              | мали               | велики                                                                                | Француска победа                |
|                                                | Опсада Гернсија            | јун 1372.                          | непознат                                                                             | непознат                                            | непозната                         | непозната              | непознати          | непознати                                                                             | Енглеска победа                 |
| Битка код Ла Рошела                            | Битка код Ла Рошела        | 22.-23. јуна 1372.                 | Амбросио Боканегра                                                                   | Џон Гастингс                                        | 12-53 брода                       | 14-57 бродова          | мали               | 48 бродова су потопљени или заробљени и 9 360-9 600 погинулих или заробљених витезова | Велика и важна француска победа |
|                                                | Опсада Шовињија            | јун или јул 1372.                  | Бертран ду Гесклин                                                                   | непознат                                            | мала                              | непозната              | мали               | велики                                                                                | Француска победа                |
|                                                | Опсада Лиска               | јун или јул 1372.                  | Бертран ду Гесклин                                                                   | непознат                                            | мала                              | непозната              | мали               | велики                                                                                | Француска победа                |
|                                                | Опсада Монконтура          | јун или јул 1372.                  | Бертран ду Гесклин                                                                   | непознат                                            | мала                              | непозната              | мали               | велики                                                                                | Француска победа                |
|                                                | Опсада Сент-Севера         | јул 1372.                          | Бертран ду Гесклин                                                                   | непознат                                            | мала                              | непозната              | мали               | велики                                                                                | Француска победа                |
|                                                | Опсада Субиза              | 22.-23. август 1372.               | Бертран ду Гесклин                                                                   | непознат                                            | непозната                         | непозната              | непознати          | непознати                                                                             | Француска победа                |
|                                                | Пад Суржера                | 18. септембар 1372.                | Бертран ду Гесклин                                                                   | непознат                                            | мала                              | мала                   | мали               | непознати                                                                             | Француска победа                |
|                                                | Опсада Руерга              | јесен 1372.                        | Бертран ду Гесклин                                                                   | непознат                                            | мала                              | непозната              | мали               | велики                                                                                | Француска победа                |
|                                                | Опсада Перигорда           | јесен 1372.                        | Бертран ду Гесклин                                                                   | непознат                                            | мала                              | непозната              | мали               | велики                                                                                | Француска победа                |
|                                                | Битка код Чисета           | почетак марта-27. март 1373.       | Бертран ду Гесклин                                                                   | непознат                                            | мала                              | велика                 | мали               | велики                                                                                | Француска победа                |
|                                                | Опсада Ниора               | април 1373.                        | Бертран ду Гесклин                                                                   | непознат                                            | мала                              | непозната              | мали               | велики                                                                                | Француска победа                |
|                                                | Опсада Лизињана            | април 1373.                        | Бертран ду Гесклин                                                                   | непознат                                            | мала                              | непозната              | мали               | велики                                                                                | Француска победа                |
|                                                | Опсада Ла Рош сир Јона     | април 1373.                        | Бертран ду Гесклин                                                                   | непознат                                            | мала                              | непозната              | мали               | велики                                                                                | Француска победа                |
|                                                | Опсада Коњака              | април 1373.                        | Бертран ду Гесклин                                                                   | непознат                                            | мала                              | непозната              | мали               | велики                                                                                | Француска победа                |
|                                                | Опсада Мортемера           | април 1373.                        | Бертран ду Гесклин                                                                   | непознат                                            | мала                              | непозната              | мали               | велики                                                                                | Француска победа                |
|                                                | Опсада Бреста              | јун 1373.                          | Бертран ду Гесклин                                                                   | непознат                                            | мала                              | мала                   | мали               | велики                                                                                | Француска победа                |
|                                                | Опсада Мовзена             | 16.-28. јун 1373.                  | непознат                                                                             | Џон од Гента                                        | непозната                         | непозната              | непознати          | непознати                                                                             | Француска победа                |
|                                                | Опсада Џерзија             | 14. јул 1373.                      | Бертран ду Гесклин                                                                   | непознат                                            | мала                              | мала                   | мали               | велики                                                                                | Француска победа                |
|                                                | Битка код Фоа              | лето 1373.                         | Бертран ду Гесклин                                                                   | непознат                                            | мала                              | непозната              | мали               | велики                                                                                | Неизвесно                       |
|                                                | Опсада Дордоње             | август-децембар 1373.              | непознат                                                                             | Џон од Гента                                        | мала                              | 9 000 војника          | врло мали          | више од 7 000 војника                                                                 | Француска победа                |
|                                                | Опсада Лурда               | децембар 1373.                     | Бертран ду Гесклин                                                                   | непознат                                            | мала                              | непозната              | мали               | велики                                                                                | Примирје                        |
|                                                | Опсада Ла Реола            | прва половина 1374.                | Бертран ду Гесклин                                                                   | непознат                                            | мала                              | непозната              | мали               | велики                                                                                | Одлучна француска победа        |
|                                                | Опсада Пен-д'Ажена         | август 1374.                       | Бертран ду Гесклин, Луј I Анжујски                                                   | непознат                                            | непозната                         | непозната              | непознати          | непознати                                                                             | Француска победа                |
|                                                | Опсада Молеона             | август 1374.                       | Бертран ду Гесклин, Луј I Анжујски                                                   | непознат                                            | непозната                         | непозната              | непознати          | непознати                                                                             | Француска победа                |
|                                                | Опсада Кондома             | август 1374.                       | Бертран ду Гесклин, Луј I Анжујски                                                   | непознат                                            | непозната                         | непозната              | непознати          | непознати                                                                             | Француска победа                |
|                                                | Опсада Муасака             | август 1374.                       | Бертран ду Гесклин, Луј I Анжујски                                                   | непознат                                            | непозната                         | непозната              | непознати          | непознати                                                                             | Француска победа                |
|                                                | Опсада Сен-Фоа-ла-Гранда   | август 1374.                       | Бертран ду Гесклин, Луј I Анжујски                                                   | непознат                                            | непозната                         | непозната              | непознати          | непознати                                                                             | Француска победа                |
|                                                | Опсада Кастијона           | август 1374.                       | Бертран ду Гесклин, Луј I Анжујски                                                   | непознат                                            | непозната                         | непозната              | непознати          | непознати                                                                             | Француска победа                |
|                                                | Опсада Лангона             | август 1374.                       | Бертран ду Гесклин, Луј I Анжујски                                                   | непознат                                            | непозната                         | непозната              | непознати          | непознати                                                                             | Француска победа                |
|                                                | Опсада Сен-Макера          | август 1374.                       | Бертран ду Гесклин, Луј I Анжујски                                                   | непознат                                            | непозната                         | непозната              | непознати          | непознати                                                                             | Француска победа                |
|                                                | Опсада Сент-Базеја         | август 1374.                       | Бертран ду Гесклин, Луј I Анжујски                                                   | непознат                                            | непозната                         | непозната              | непознати          | непознати                                                                             | Француска победа                |
|                                                | Опсада Жансеа              | 17. фебруар 1374.                  | Бертран ду Гесклин                                                                   | непознат                                            | непозната                         | непозната              | непознати          | непознати                                                                             | Француска победа                |
|                                                | Пљачка Рајеа               | 29. јун 1377.                      | непознат                                                                             | непознат                                            | непозната                         | непозната              | непознати          | непознати                                                                             | Француско-кастиљска победа      |
|                                                | Пљачка Хејстингса (1377)   | 1377.                              | непознат                                                                             | непознат                                            | велика                            | непозната              | мали               | велики                                                                                | Француска победа                |
|                                                | Опсада Бержерака (1377)    | 1377.                              | непознат                                                                             | непознат                                            | непозната                         | непозната              | непознати          | непознати                                                                             | Француска победа                |
|                                                | Битка на острву Вајт       | 21. август 1377.                   | непознат                                                                             | непознат                                            | непозната                         | непозната              | непознати          | непознати                                                                             | Француско-кастиљска победа      |
|                                                | Битка код Јармута          | 22. август 1377.                   | непознат                                                                             | непознат                                            | непозната                         | непозната              | непознати          | непознати                                                                             | Француско-кастиљска победа      |
|                                                | Битка код Емеа             | 1. септембар 1377.                 | непознат                                                                             | непознат                                            | непозната                         | непозната              | непознати          | непознати                                                                             | Француска победа                |
|                                                | Опсада Сен-Малоа           | 14. август- септембар 1378.        | Бертран ду Гесклин, Оливер V де Клисон                                               | Џон од Гента                                        | велики број витезова и мала флота | непозната              | непознати          | врло велики                                                                           | Француска победа                |
|                                                | Опсада Бернеа              | 1378.                              | Бертран ду Гесклин, Филип Смели                                                      | непознат                                            | непозната                         | непозната              | непознати          | непознати                                                                             | Француско-бургундска победа     |
|                                                | Опсада Карантана           | 1378.                              | Бертран ду Гесклин, Филип Смели                                                      | непознат                                            | непозната                         | непозната              | непознати          | непознати                                                                             | Француско-бургундска победа     |
|                                                | Опсада Валоња              | 1378.                              | Бертран ду Гесклин, Филип Смели                                                      | непознат                                            | непозната                         | непозната              | непознати          | непознати                                                                             | Француско-бургундска победа     |
|                                                | Опсада Авранша             | 1378.                              | Бертран ду Гесклин, Филип Смели                                                      | непознат                                            | непозната                         | непозната              | непознати          | непознати                                                                             | Француско-бургундска победа     |
|                                                | Опсада Ремервила           | 1378.                              | Бертран ду Гесклин, Филип Смели                                                      | непознат                                            | непозната                         | непозната              | непознати          | непознати                                                                             | Француско-бургундска победа     |
|                                                | Опсада Бомона              | 1378.                              | Бертран ду Гесклин, Филип Смели                                                      | непознат                                            | непозната                         | непозната              | непознати          | непознати                                                                             | Француско-бургундска победа     |
|                                                | Опсада Бретеја             | 1378.                              | Бертран ду Гесклин, Филип Смели                                                      | непознат                                            | непозната                         | непозната              | непознати          | непознати                                                                             | Француско-бургундска победа     |
|                                                | Опсада Сен-Лоа             | 1378.                              | Бертран ду Гесклин, Филип Смели                                                      | непознат                                            | непозната                         | непозната              | непознати          | непознати                                                                             | Француско-бургундска победа     |
|                                                | Опсада Евреа               | 1378.                              | Бертран ду Гесклин, Филип Смели                                                      | непознат                                            | непозната                         | непозната              | непознати          | непознати                                                                             | Француско-бургундска победа     |
|                                                | Опсада Паси сур Ера        | 1378.                              | Бертран ду Гесклин, Филип Смели                                                      | непознат                                            | непозната                         | непозната              | непознати          | непознати                                                                             | Француско-бургундска победа     |
|                                                | Опсада Гавреа              | 1378.                              | Бертран ду Гесклин, Филип Смели                                                      | непознат                                            | непозната                         | непозната              | непознати          | непознати                                                                             | Француско-бургундска победа     |
|                                                | Опсада Ножана              | 1378.                              | Бертран ду Гесклин, Филип Смели                                                      | непознат                                            | непозната                         | непозната              | непознати          | непознати                                                                             | Француско-бургундска победа     |
|                                                | Опсада Анеа                | 1378.                              | Бертран ду Гесклин, Филип Смели                                                      | непознат                                            | непозната                         | непозната              | непознати          | непознати                                                                             | Француско-бургундска победа     |
|                                                | Опсада Мортен-Пон-Адема    | 1378.                              | Бертран ду Гесклин, Филип Смели                                                      | непознат                                            | непозната                         | непозната              | непознати          | непознати                                                                             | Француско-бургундска победа     |
|                                                | Опсада Шербура             | новембар-децембар 1378.            | Бертран ду Гесклин, Филип Смели                                                      | непознат                                            | непозната                         | непозната              | непознати          | непознати                                                                             | Енглеска победа                 |
| Смрт Бертрана ди Геклена                       | Опсада Шатонефа де Рандона | 28. фебруар-14. јул 1380.          | Бертран ду Гесклин †, Жан III де Сансер                                              | Јован де Рос, Пјер де Галар                         | мала                              | мала                   | мали               | велики                                                                                | Француска победа                |
|                                                | Битка код Шалијеа          | 20.-26. јун 1380.                  | Бертран ду Гесклин                                                                   | непознат                                            | непозната                         | непозната              | непознати          | непознати                                                                             | Француска победа                |
|                                                | Опсада Нанта               | 8. новембар 1380.-14. јануар 1381. | Амори де Клисон, Жан де Баруа, Жад од дворца Моранда, Пјер де Бреј                   | Томас Вудсток                                       | 2 000 војника                     | 6 000 војника          | непознати          | непознати                                                                             | Француска победа                |
|                                                | Битка код Невеле           | 13. мај 1381.                      | Луј II Фландријски                                                                   | Рас од Херзела, Јан од Лануе, Петар од Хартогенбоса | 20.000 војника                    | око 6 000 војника      | непознати          | око 5 500                                                                             | Француско-фландријска победа    |
| Устаници пале Савојску палату                  | Опсада Лондона (1381)      | 12. - 15. јул 1381.                | Вот Тајлер †, Џон Бол †, Џек Стро †                                                  | Ричард II, Вилијам Волворт, Хенри од Норича         | велика                            | 7.000 људи             | најмање 1.500 људи | мали                                                                                  | Енглеска победа                 |
| Битка код Брижа                                | Битка код Брижа            | 3. мај 1382.                       | Луј II Фландријски                                                                   | Филип фон Артевелде                                 | непозната                         | непозната              | непознати          | непознати                                                                             | Енглеска победа                 |
| Битка код Розебеке                             | Битка код Розебеке         | 27. новембра 1382.                 | Шарл VI Луди, Филип II Смели, Оливер V де Клисон, Луј де Санкере, Моутон де Блајнвил | Филип фон Артевелде                                 | 16 000 војника                    | 14 000 војника         | непознати          | већи од француских жртава                                                             | Француска победа                |
|                                                | Опсада Гравлина            | сам крај маја 1383.                | непознат                                                                             | Хенри од Норича                                     | непозната                         | непозната              | непознати          | непознати                                                                             | Англо-крсташка победа           |
| Опсада Ипра (1383)                             | Опсада Ипра (1383)         | 8. јун-септембар 1383.             | Жан д'Транс                                                                          | Хенри од Норича                                     | непозната                         | непозната              | непознати          | непознати                                                                             | Француска победа                |
|                                                | Битка код Слија (1385)     | 12.-14. мај 1385.                  | непознат                                                                             | непознат                                            | непозната                         | непозната              | непознати          | непознати                                                                             | Вероватно Француска победа      |
|                                                | Опсада Варка               | јул 1385.                          | непознат                                                                             | непознат                                            | непозната                         | непозната              | непознати          | непознати                                                                             | Вероватно Француска победа      |

### Португалска криза (1383—1385)
| Слика                | Име битке                 | Датум                      | Заповедник француске војске                                        | Заповедник енглеске војске                                            | Јачина француске војске | Јачина енглеске војске | Француски губици                                | Енглески губици | Резултат                           |
| -------------------- | ------------------------- | -------------------------- | ------------------------------------------------------------------ | --------------------------------------------------------------------- | ----------------------- | ---------------------- | ----------------------------------------------- | --------------- | ---------------------------------- |
|                      | Битка код Атолеироса      | 6. април 1384.             | Фернандо Санчез де Товар, Педро Алварес Переира                    | Нуно Алварес Переира                                                  | 6.000 војника           | 1 500 војника          | велики губици                                   | без губитка     | Англо-Португалска победа           |
| Опсада Лисабона      | Опсада Лисабона           | 29. мај-3. септембар 1384. | Хуан I од Кастиље, Фернандо Санчез де Товар, Педро Алварес Переира | Жоао I, Нуно Алварес Переира                                          | више од 12 000 војника  | непозната              | врло велики                                     | велики          | Англо-Португалска победа           |
|                      | Кампања у Галицији        | 1384.                      | Надбискуп Сантијагоа де Компостела                                 | Педро Алварес Осорио                                                  | непозната               | непозната              | 2 брода су потопљена, док је заробљена 1 галија | нема            | Англо-Португалска победа           |
|                      | Битка на реци Леци        | 1384.                      | Надбискуп Сантијагоа де Компостела                                 | Педро Алварес Осорио, Жоао Рамалхо                                    | 2 700 војника           | 6 800 војника          | мали                                            | врло мали       | Англо-Португалска победа           |
|                      | Битка на реци Тахо        | јул 1384.                  | Фернандо Санчез де Товар                                           | Руи Переира †                                                         | 53 брода                | 34 брода               | непознати                                       | 3 брода         | Стратешка Англо-Португалска победа |
|                      | Битка код Транкозуа       | 29. мај 1385.              | Хуан Родригес де Кастанеда                                         | Васкез Гонсало Коутинхо, Мартин Васкез да Куња, Жоао Фернандес Пачеко | 600 војника             | 300 војника            | 400 погинулих, 6 од 7 капетана је погинуло      | непознати       | Англо-Португалска победа           |
| Битка код Алжубароте | Битка код Алжубароте      | 14. август 1385.           | Хуан I од Кастиље                                                  | Жоао I, Нуно Алварес Переира                                          | 31.000 војника          | 6.500 војника          | 4.000 до 5.000 војника, 5.000 након битке       | 1000 војника    | Англо-Португалска победа           |
|                      | Битка код Валверде (1385) | 14. октобар 1385.          | Педро де Муниз Годој и Сандовал †                                  | Нуно Алварес Переира                                                  | Више од 20.000 војника  | Више од 3 000 војника  | врло велики                                     | велики          | Англо-Португалска победа           |

## Побуна у Велсу
| Слика | Име битке                | Датум             | Заповедник француске војске                      | Заповедник енглеске војске                                       | Јачина француске војске         | Јачина енглеске војске | Француски губици            | Енглески губици                                  | Резултат                            |
| ----- | ------------------------ | ----------------- | ------------------------------------------------ | ---------------------------------------------------------------- | ------------------------------- | ---------------------- | --------------------------- | ------------------------------------------------ | ----------------------------------- |
|       | Битка на планини Хајдген | јун 1401.         | Овајн Глиндур                                    | непознат                                                         | око 310 људи                    | 1 500 војника          | непознати                   | 200 војника је погинуло, а више од 200 заробљено | Француско-велшка победа             |
|       | Битка код Татила         | 2. новембар 1401. | Овајн Глиндур                                    | непознат                                                         | непозната                       | непозната              | 300 људи је погинуло        | велики                                           | Француско-велшка победа             |
|       | Битка код Брен Гласа     | 22. јун 1402.     | Овајн Глиндур                                    | Едмунд Мортимер (заробљен)                                       | 1 500 војника                   | 2 000 војника          | око 200 војника је погинуло | око 600 војника је погинуло                      | Француско-велшка победа             |
|       | Битка код Шрузберија     | 21. јул 1403.     | Хенри Перси †                                    | Хенри IV Ланкастер, Хенри, принц од Велса                        | 14 000                          | већа од 14 000         | више од 3 000 погинулих     | више од 2 000 погинулих                          | Енглеска победа                     |
|       | Битка код Коубриџа       | 1403.             | Рис Гетин, Кадвуган од Глин Ронда, Овајн Глиндур | Хенри IV Ланкастер                                               | непозната                       | непозната              | непознати                   | велики                                           | Француско-велшка победа             |
|       | Опсада Карнарвона        | април 1404.       | Овајн Глиндур                                    | непознат                                                         | непозната                       | непозната              | непознати                   | непознати                                        | Француско-велшка победа             |
|       | Битка код Бреста (1404)  | 1404.             | Жан II де Рио                                    | непознат                                                         | флота од 12 000 војника         | непозната              | непознати                   | непознати                                        | Француско-велшка победа             |
|       | Битка код Аска           | пролеће 1405.     | Грифид Овајна Глиндура (заробљен), Рис Гетин     | Барон Ричард Греј од Конуа, Давид Гам                            | више од 8 000 војника           | непозната              | око 900 војника погинуло    | непознати                                        | Дефинитивна енглеска победа         |
|       | Битка код Гросмонта      | 1405.             | Овајн Глиндур (заробљен), Рис Гетин              | Џон Талбот, први гроф од Шрузберија, Вилијам Њупорт, Џон Глиндер | више од 8 000 војника           | непозната              | око 900 војника погинуло    | непознати                                        | Енглеска победа                     |
|       | Битка код Милфорд Хавена | 5. август 1405.   | Жан II де Рио                                    | непознат                                                         | флота са мање од 12 000 војника | непозната              | непознати                   | непознати                                        | Француско-велшка победа             |
|       | Опсада Хаверфорда        | август 1405.      | Жан II де Рио                                    | непознат                                                         | флота са мање од 12 000 војника | непозната              | непознати                   | непознати                                        | Француско-велшка победа             |
|       | Опсада Тенбија           | август 1405.      | Жан II де Рио                                    | непознат                                                         | флота са мање од 12 000 војника | непозната              | непознати                   | непознати                                        | Француско-велшка победа             |
|       | Опсада Кармартена        | август 1405.      | Жан II де Рио                                    | непознат                                                         | флота са мање од 12 000 војника | непозната              | непознати                   | непознати                                        | Дефинитивна француско-велшка победа |
|       | Битка код Вустера        | септембар 1405.   | Жан II де Рио                                    | непознат                                                         | флота са мање од 12 000 војника | непозната              | непознати                   | непознати                                        | Енглеска победа                     |

## Велике енглеске победе (1400—1429)
| Слика              | Име битке                        | Датум                           | Заповедник француске војске                                                      | Заповедник енглеске војске                       | Јачина француске војске          | Јачина енглеске војске | Француски губици                                      | Енглески губици         | Резултат                           |
| ------------------ | -------------------------------- | ------------------------------- | -------------------------------------------------------------------------------- | ------------------------------------------------ | -------------------------------- | ---------------------- | ----------------------------------------------------- | ----------------------- | ---------------------------------- |
|                    | Битка Седморице                  | 19. мај 1402.                   | Арно Гиљом де Барбазан                                                           | Роберт де Скејлз                                 | 7 витезова и штитоноша           | 7 витезова и штитоноша | нема                                                  | 1 витез                 | Француска победа                   |
|                    | Опсада Хардлоа                   | април 1404.                     | непознат                                                                         | непознат                                         | непозната                        | непозната              | непознати                                             | непознати               | Вероватно енглеска победа          |
|                    | Опсада Фалмута                   | новембар 1404.                  | непознат                                                                         | непознат                                         | непозната                        | непозната              | непознати                                             | непознати               | Вероватно француска победа         |
|                    | Битка код Слија (1405)           | 22. мај 1405.                   | непознат                                                                         | непознат                                         | непозната                        | непозната              | непознати                                             | непознати               | Вероватно француска победа         |
|                    | Пљачка Сен-Ва-ла-Уга             | 2. јун-4. јул 1405.             | непознат                                                                         | непознат                                         | непозната                        | непозната              | непознати                                             | непознати               | Вероватно француска победа         |
|                    | Пљачка Џерсија                   | септембар 1406.                 | непознат                                                                         | непознат                                         | непозната                        | непозната              | непознати                                             | непознати               | Енглеска победа                    |
|                    | Опсада Лурда                     | јануар 1406.-12. октобар 1407.  | Шарл VI Луди                                                                     | непознат                                         | огромна                          | мала                   | непознати                                             | непознати               | Француска победа                   |
|                    | Опсада Aрфлера (1415)            | 13. август-22. септембар 1415.  | непознат                                                                         | Хенри V Ланкастер                                | 600 војника                      | 30.000 војника         | непознати                                             | велики                  | Енглеска победа                    |
| Битка код Азенкура | Битка код Азенкура               | 25. октобар 1415.               | Шарл Д'Албре                                                                     | Хенри V Ланкастер                                | 36 000 војника                   | 5 900 војника          | 12 000-18 000 погинулих или рањених, 1.000 заробљених | 150-250 погинулих       | Енглеска победа                    |
|                    | Битка код Сен-Дениса-Шефа-де-Куа | 15. август 1416.                | непознат                                                                         | Хенри V Ланкастер                                | мала                             | велика                 | непознати                                             | непознати               | Енглеска победа                    |
|                    | Опсада Кана (1417)               | 18. август-19. септембар 1417.  | Господар Монтене                                                                 | Хенри V Ланкастер                                | око 7 000 војника                | око 50.000 војника     | непознати                                             | непознати               | Енглеска победа                    |
|                    | Опсада Понтоаза (1417)           | 1417.                           | непознат                                                                         | непознат                                         | непозната                        | непозната              | непознати                                             | непознати               | Енглеска победа                    |
|                    | Опсада Шартра (1417)             | 1417.                           | непознат                                                                         | непознат                                         | непозната                        | непозната              | непознати                                             | непознати               | Енглеска победа                    |
|                    | Опсада Руана                     | 31. јул 1418 — 19. јануар 1419. | Ги Ле Боутеилер                                                                  | Хенри V Ланкастер                                | непозната                        | непозната              | непознати                                             | непознати               | Енглеска победа                    |
|                    | Опсада Мон-Сен-Мишела            | 1419-1453.                      | Јованка Орлеанка †...                                                            | Томас Скејлз †...                                | непозната                        | непозната              | непознати                                             | непознати               | Француска победа                   |
|                    | Друга битка код Ла Рошела        | 30. децембар 1419.              | непознат                                                                         | непознат                                         | непозната                        | непозната              | непознати                                             | непознати               | Француско-Кастиљска победа         |
|                    | Битка код Ламанша                | 1420.                           | непознат                                                                         | непознат                                         | велика                           | велика                 | мали                                                  | врло велики             | Француско-Шкотска победа           |
| Битка код Божеа    | Битка код Божеа                  | 21. март 1421.                  | Џон Стјуарт, Сир де Лафајет                                                      | Томас од Ланкастера                              | 6 000 војника                    | 10.000 војника         | мали                                                  | врло велики             | Француско-Шкотска победа           |
|                    | Опсада Моа                       | 2. мај 1422.                    | непознат                                                                         | Хенри V Ланкастер                                | непозната                        | непозната              | велики                                                | мали                    | Енглеска победа                    |
|                    | Битка код Бернеа                 | август 1422.                    | непознат                                                                         | непознат                                         | непозната                        | непозната              | непознати                                             | непознати               | Вероватно енглеска победа          |
| Битка код Кравана  | Битка код Кравана                | 31. јул 1423.                   | Џон Стјуарт (заробљен), Луј I Бурбон-Вандом                                      | Томас Монтеки                                    | 8 000 војника                    | 4 000 војника          | 6 000 војника                                         | Око 1 600 војника       | Англо-Бургундијска победа          |
|                    | Битка код Бургона                | 26. септембар 1423.             | Амбруаз де Лорето, Жан VIII Д'Аркур, Андре де Монтморенци-Лавал, Луј де Тремигон | Вилијам де ла Пол, Томас Аубоург, Томас Клифетон | 2 800 војника                    | 1 520 војника          | Погинуо је 1 витез и још неколико витезова је рањено  | 1 400 погинулих војника | Француска победа                   |
| Битка код Вернуја  | Битка код Вернеја                | 15.-17. август 1424.            | Жан VIII Д'Аркур †, Џон Стјуарт †, Арчибалд Дуглас †                             | Јован од Ланкастера, Томас Монтеки               | 16 000 војника                   | 9 000 војника          | Погинула је скоро цела војска                         | 1 600 војника           | Убедљива Англо-Бургундијска победа |
|                    | Битка код Мон Сен Мишела         | 16. јун 1425.                   | непознат                                                                         | непознат                                         | непозната                        | непозната              | непознати                                             | непознати               | Вероватно француска победа         |
|                    | Опсада Ричемонта                 | 6. март 1426.                   | непознат                                                                         | Томас Ремпстоне                                  | Више од 10.000 војника           | 600 војника            | велики                                                | мали                    | Енглеска победа                    |
| Опсада Монтаржија  | Опсада Монтаржија                | 15. јул-5. септембар 1427.      | Ла Ир, Жан де Дино                                                               | Ричард Бошан                                     | 1.600 војника и градски гарнизон | 3.000 војника          | мали                                                  | 1.000 војника           | Француска победа                   |

## Уједињена Француска под Династијом Валоа (1429—1453)

### Француска кампања на Лоари
| Слика                      | Име битке                  | Датум                           | Заповедник француске војске                                        | Заповедник енглеске војске                                                                 | Јачина француске војске                 | Јачина енглеске војске   | Француски губици          | Енглески губици                        | Резултат                  |
| -------------------------- | -------------------------- | ------------------------------- | ------------------------------------------------------------------ | ------------------------------------------------------------------------------------------ | --------------------------------------- | ------------------------ | ------------------------- | -------------------------------------- | ------------------------- |
| Опсада Орлеана             | Опсада Орлеана             | 12. октобар 1428 — 8. мај 1429. | Жан де Дуноис, Јованка Орлеанка, Гилес де Раис, Жан де Брос, Ла Ир | Томас Монтеки †, Вилијам де ла Паул, Џон Талбот, први гроф од Шрузберија, Вилијам Гласдале | 6 400 војника, 3 000 наоружаних грађана | 5 000 војника            | 2 000 војника             | Више од 4 000 војника                  | Убедљива Француска победа |
| Битка код Рувреа-сент-Круа | Битка код Рувреа-сент-Круа | 12. фебруар 1429.               | Џон Стјуарт од Данлеја †, Шарл I Бурбон                            | Џон Фастолф                                                                                | 4 000 војника                           | 1 500 војника            | око 550 војника           | мала                                   | Енглеска победа           |
| Битка код Жаргоа           | Битка код Жаргоа           | 11.-12. јуна 1429.              | Жан II де Алансон, Јованка Орлеанка                                | Вилијам де Ла Паул                                                                         | 3 000 војника                           | 5 000 војника            | мали                      | велики                                 | Француска победа          |
|                            | Битка код Менга-на-Лоари   | 15. јун 1429.                   | Жан II де Алансон, Јованка Орлеанка                                | Томас де Скејлз, Џон Талбот, први гроф од Шрузберија                                       | 6 000 војника                           | Мања од француске војске | мали                      | велики                                 | Француска победа          |
|                            | Битка код Божансија        | 16.-17. јуна 1429.              | Жан II де Алансон, Јованка Орлеанка                                | Џон Талбот, први гроф од Шрузберија                                                        | 6 200-7 200 војника                     | 4 000-4 300 војника      | непознати                 | непознати                              | Француска победа          |
| Битка код Патаја           | Битка код Патаја           | 18. јун 1429.                   | Жан Потон де Зантрај, Јованка Орлеанка                             | Џон Талбот, први гроф од Шрузберија                                                        | 1 500 коњаника                          | 5 000 витезова           | око 100 погинулих војника | 2500 погинулих, рањених или заробљених | Француска победа          |

### Француска освајања и ослобођење Француске
| Слика                | Име битке              | Датум                                | Заповедник француске војске                                            | Заповедник енглеске војске                                           | Јачина француске војске | Јачина енглеске војске | Француски губици                | Енглески губици                                     | Резултат                                    |
| -------------------- | ---------------------- | ------------------------------------ | ---------------------------------------------------------------------- | -------------------------------------------------------------------- | ----------------------- | ---------------------- | ------------------------------- | --------------------------------------------------- | ------------------------------------------- |
|                      | Битка код Сенлиса      | 15. август 1429.                     | Шарл VII Победник                                                      | Јован од Ланкастера                                                  | непозната               | непозната              | непознати                       | непознати                                           | Француска победа                            |
| Опсада Приза (1429)  | Опсада Париза (1429)   | 1429.                                | Шарл VII Победник, Јованка Орлеанка                                    | Жан де Виље, Сајмон Морије                                           | око 10.000 војника      | више од 42 000 људи    | непознати                       | непознати                                           | Енглеска победа                             |
|                      | Опсада Торсија         | 1429.                                | вероватно Јованка Орлеанка                                             | непознат                                                             | непозната               | непозната              | непознати                       | непознати                                           | Енглеска победа                             |
|                      | Опсада Гајара (1430)   | Од почетка до јула 1430.             | Ла Ир (заробљен)                                                       | непознат                                                             | непозната               | непозната              | непознати                       | непознати                                           | Енглеска победа                             |
|                      | Опсада Клермона        | јун 1430.                            | Жан де Бусак                                                           | Џон од Кревсера (заробљен), Томас Киријел (заробљен)                 | непозната               | непозната              | непознати                       | непознати                                           | Француска победа                            |
|                      | Битка код Жаниријаса   | 11. јун 1430.                        | Имберт де Гроле, Раул де Гуку , Родриго де Виландронду                 | Филип III од Бургундије, Амедеј VIII Савојски, Луј II од Шалон-Арлеа | 4 000 војника           | 1 600 војника          | непознати                       | непознати                                           | Француска победа                            |
| Битка код Компиења   | Битка код Компиења     | 18. јун 1430.                        | Јованка Орлеанка (заробљена)...                                        | Филип III од Бургундије, Јован II Луксембуршки...                    | непозната               | непозната              | непознати                       | велики                                              | Француска победа                            |
|                      | Опсада Шартра          | 20. фебруар 1432.                    | Жан де Дуноис                                                          | непознат                                                             | непозната               | непозната              | непознати                       | непознати                                           | Француска победа                            |
| Опсада Париза (1435) | Опсада Париза (1435)   | Пролеће 1435.-15. април 1436.        | Амбруаз де Лоре, Артур III Бретањски, Жан де Дуноис, Шарл VII Победник | непознат                                                             | непозната               | непозната              | непознати                       | непознати                                           | Француска победа                            |
|                      | Битка код Гербевоја    | 9. мај 1435.                         | Ла Ир, Жан Потон де Зантрај                                            | Џон Фиц Алан                                                         | непозната               | око 3 000 војника      | непознати                       | непознати                                           | Француска победа                            |
| Опсада Дјепа         | Опсада Дјепа           | 28. октобар 1435.                    | Шарл де Маре                                                           | непознат                                                             | непозната               | непозната              | непознати                       | непознати                                           | Француска победа                            |
|                      | Битка код Рија         | 1436.                                | Ла Ир, Жан Потон де Зантрај                                            | Џон Талбот, први гроф од Шрузберија                                  | непозната               | непозната              | непознати                       | непознати                                           | Енглеска победа                             |
|                      | Опсада Понтоаза (1436) | 1436.                                | непознат                                                               | Џон Талбот, први гроф од Шрузберија                                  | непозната               | непозната              | непознати                       | непознати                                           | Енглеска победа                             |
|                      | Битка код Кротое       | 1437.                                | Филип III од Бургундије (можда)                                        | Џон Талбот, први гроф од Шрузберија                                  | непозната               | непозната              | непознати                       | непознати                                           | Енглеска победа                             |
| Опсада Монтера       | Опсада Монтера         | ?-10. октобар 1437.                  | Артур III Бретањски, Дофен Луј                                         | непозанат                                                            | велика                  | мала                   | мали                            | велики                                              | Француска победа                            |
|                      | Битка код Ришмона      | 1439.                                | непознат                                                               | Џон Талбот, први гроф од Шрузберија                                  | непозната               | непозната              | врло велики                     | непознати                                           | Енглеска победа                             |
|                      | Опсада Арфлера (1440)  | 1440.                                | непознат                                                               | Џон Талбот, први гроф од Шрузберија                                  | непозната               | непозната              | врло велики                     | непознати                                           | Енглеска победа                             |
| Опсада Тартаса       | Опсада Тартаса         | јесен 1440.                          | непознат                                                               | Џон Талбот, први гроф од Шрузберија                                  | непозната               | непозната              | непознати                       | непознати                                           | Енглеска победа                             |
| Опсада Понтоаза      | Опсада Понтоаза        | 1441.                                | непознат                                                               | непознат                                                             | непозната               | непозната              | непознати                       | непознати                                           | Француска победа                            |
|                      | Опсада Тартаса         | почетак јуна-24. јун 1442.           | Шарл II Д'Албре                                                        | непознат                                                             | непозната               | непозната              | непознати                       | непознати                                           | Француска победа                            |
|                      | Опсада Дјепа           | 2. новембар 1442.-15. август 1443.   | Жан де Дуноис, Дофен Луј                                               | Џон Талбот, први гроф од Шрузберија                                  | непозната               | непозната              | непознати                       | непознати                                           | Енглеска победа                             |
| Опсада Ле Мана       | Опсада Ле Мана         | 1448.                                | Карл IV Анжујски                                                       | непознат                                                             | непозната               | непозната              | непознати                       | непознати                                           | Француска победа                            |
| Опсада Фужера        | Опсада Фужера          | 24. март 1449.                       | Франсоа I од Бретање, Пјер II од Бретање, Артур III од Бретање         | Франсоа де Сурјен                                                    | 8.000 људи              | 600 људи               | непознати                       | непознати                                           | Примирје                                    |
|                      | Опсада Кутанса         | 1449. (опсада трајала један дан)     | Франсоа I од Бретање                                                   | непознат                                                             | непозната               | непозната              | непознати                       | непознати                                           | Француска победа                            |
| Опсада Фужера        | Опсада Фужера          | септембар - 4. новембар 1449.        | Франсоа I од Бретање, Пјер II од Бретање, Артур III од Бретање         | Франсоа де Сурјен                                                    | 8.000 људи              | 600 људи               | непознати                       | непознати                                           | Француско-бретонска победа                  |
|                      | Опсада Руана (1449)    | 1449.(крај опсаде 20. октобра)       | непознат                                                               | непознат                                                             | непозната               | непозната              | непознати                       | непознати                                           | Француско-бретонска победа                  |
| Битка код Формињија  | Битка код Формињија    | 15. априла 1450.                     | Шарл I Бурбон, Артур III од Бретање                                    | Томас Кириел                                                         | 4 500-5 000 војника     | 6 000-7 000 војника    | 500-600 војника                 | 3 800 погинулих војника, а заробљено је 1 200-1 400 | Француска победа                            |
|                      | Опсада Кана (1450)     | јун-1. јул 1450.                     | Артур III Бретањски                                                    | Едмунд Бофорт од Самерсета                                           | непозната               | око 4 000 војника      | непознати                       | непознати                                           | Француска победа                            |
|                      | Битка код Ланде Ана    | 1. новембар 1450                     | непознат                                                               | непознат                                                             | непозната               | непозната              | непознати                       | непознати                                           | Француска победа                            |
|                      | Опсада Бордоа (1451)   | јун (опсада завршена 30. јуна) 1451. | Жан де Дуноис                                                          | непознат                                                             | непозната               | непозната              | непознати                       | непознати                                           | Француска победа                            |
|                      | Опсада Бордоа (1452)   | 17.-23. октобар 1452.                | непознат                                                               | Џон Талбот, први гроф од Шрузберија                                  | мала                    | 3.000 људи             | непознати                       | мали                                                | Енглеска победа                             |
| Битка код Кастијона  | Битка код Кастијона    | 17. јул 1453.                        | Жан Биро †                                                             | Џон Талбот, први гроф од Шрузберија †                                | 7 000-10.000 војника    | 6 000-7 000 војника    | 100 погинулих и рањених војника | 4 000 углавном рањених или заробљених војника       | Француска победа                            |
|                      | Опсада Бордоа (1453)   | 13. август-5. октобар 1453.          | Шарл VII Победник                                                      | непознат                                                             | непозната               | непозната              | непознати                       | непознати                                           | Коначна француска победа у Стогодишњем рату |